# Backstreet’s Back
Backstreet’s Back ist das zweite Studioalbum der US-amerikanischen Gesangsgruppe Backstreet Boys. Es erschien am 11. August 1997 bei Jive Records.

## Titelliste
1. Everybody (Denniz PoP, Max Martin) – 3:44
2. As Long as You Love Me (Max Martin) – 3:40
3. All I Have To Give (Full Force) – 4:37
4. That’s The Way I Like It (Denniz PoP, Max Martin, Herbie Crichlow) – 3:40
5. 10.000 Promises (Denniz PoP, Max Martin) – 4:00
6. Like A Child (Gerald „Fitz“ Scott) – 5:05
7. Hey, Mr. DJ (Keep Playin' This Song) (Timmy Allen, Larry Campbell, Jolyon Skinner) – 4:25
8. Set Adrift on Memory Bliss (Attrell Cordes, Gary Kemp) – 3:40
9. That’s What She Said (Brian Littrell) – 4:05
10. If You Want It To Be Good Girl (Get Yourself A Bad Boy) (Robert John „Mutt“ Lange) – 4:47
11. If I Don’t Have You (Gary Baker, Wayne Perry, Timmy Allen) – 4:35

Die Titelliste bezieht sich auf die europäische Ausgabe. International sind unterschiedliche Versionen erschienen.

## Kommerzieller Erfolg

### Chartplatzierungen

#### Album
| ChartsChartplatzierungen     | Höchstplatzierung | Wochen |
| ---------------------------- | ----------------- | ------ |
| Deutschland (GfK)            | 1 (41 Wo.)        | 41     |
| Österreich (Ö3)              | 1 (25 Wo.)        | 25     |
| Schweiz (IFPI)               | 1 (40 Wo.)        | 40     |
| Vereinigtes Königreich (OCC) | 2 (50 Wo.)        | 50     |

| ChartsJahrescharts (1997)    | Platzierung |
| ---------------------------- | ----------- |
| Deutschland (GfK)            | 4           |
| Österreich (Ö3)              | 5           |
| Schweiz (IFPI)               | 13          |
| Vereinigtes Königreich (OCC) | 12          |

| ChartsJahrescharts (1998)    | Platzierung |
| ---------------------------- | ----------- |
| Deutschland (GfK)            | 43          |
| Schweiz (IFPI)               | 50          |
| Vereinigtes Königreich (OCC) | 74          |

#### Singles
| Jahr | Titel                  | Höchstplatzierung, Gesamtwochen, AuszeichnungChartplatzierungen (Jahr, Titel, , Platzierungen, Wochen, Auszeichnungen, Anmerkungen) | Höchstplatzierung, Gesamtwochen, AuszeichnungChartplatzierungen (Jahr, Titel, , Platzierungen, Wochen, Auszeichnungen, Anmerkungen) | Höchstplatzierung, Gesamtwochen, AuszeichnungChartplatzierungen (Jahr, Titel, , Platzierungen, Wochen, Auszeichnungen, Anmerkungen) | Höchstplatzierung, Gesamtwochen, AuszeichnungChartplatzierungen (Jahr, Titel, , Platzierungen, Wochen, Auszeichnungen, Anmerkungen) | Höchstplatzierung, Gesamtwochen, AuszeichnungChartplatzierungen (Jahr, Titel, , Platzierungen, Wochen, Auszeichnungen, Anmerkungen) | Anmerkungen                                                    |
| Jahr | Titel                  | DE | AT | CH | UK | US | Anmerkungen                                                    |
| ---- | ---------------------- | --- | --- | --- | --- | --- | -------------------------------------------------------------- |
| 1997 | Everybody              | DE2 (17 Wo.)DE | AT2 (12 Wo.)AT | CH2 (23 Wo.)CH | UK3 (11 Wo.)UK | US4 (22 Wo.)US | Erstveröffentlichung: 30. Juni 1997 Verkäufe: + 2.425.000      |
| 1997 | As Long as You Love Me | DE3 (21 Wo.)DE | AT2 (16 Wo.)AT | CH4 (24 Wo.)CH | UK3 (20 Wo.)UK | — | Erstveröffentlichung: 29. September 1997 Verkäufe: + 1.490.000 |
| 1998 | All I Have to Give     | DE8 (13 Wo.)DE | AT4 (12 Wo.)AT | CH8 (12 Wo.)CH | UK2 (13 Wo.)UK | US5 (21 Wo.)US | Erstveröffentlichung: 13. Januar 1998 Verkäufe: + 1.192.500    |

### Auszeichnungen für Musikverkäufe
Weltweit wurde es ca. 24 Millionen Mal verkauft. Damit gehört es zu den weltweit meistverkauften Musikalben. Davon sind 7,6 Millionen Verkäufe durch Schallplattenauszeichnungen belegt.
| Land/Region                  | Auszeichnungen für Musikverkäufe (Land/Region, Auszeichnung, Verkäufe) | Verkäufe    |
| ---------------------------- | ---------------------------------------------------------------------- | ----------- |
| Argentinien (CAPIF)          | 5× Platin                                                              | 200.000     |
| Australien (ARIA)            | 6× Platin                                                              | 420.000     |
| Belgien (BRMA)               | 2× Platin                                                              | (100.000)   |
| Brasilien (PMB)              | 2× Platin                                                              | 500.000     |
| Dänemark (IFPI)              | 6× Platin                                                              | (120.000)   |
| Deutschland (BVMI)           | 2× Platin                                                              | (1.000.000) |
| Europa (IFPI)                | 5× Platin                                                              | 5.000.000   |
| Finnland (IFPI)              | Platin                                                                 | (49.334)    |
| Frankreich (SNEP)            | Gold                                                                   | (100.000)   |
| Hongkong (IFPI/HKRIA)        | Platin                                                                 | 20.000      |
| Italien (FIMI)               | 4× Platin                                                              | (400.000)   |
| Japan (RIAJ)                 | Gold                                                                   | 100.000     |
| Kanada (MC)                  | Diamant                                                                | 1.048.000   |
| Mexiko (AMPROFON)            | 3× Gold                                                                | 350.000     |
| Neuseeland (RMNZ)            | Platin                                                                 | 15.000      |
| Niederlande (NVPI)           | 2× Platin                                                              | (200.000)   |
| Österreich (IFPI)            | Platin                                                                 | (50.000)    |
| Polen (ZPAV)                 | Platin                                                                 | (100.000)   |
| Schweden (IFPI)              | 2× Platin                                                              | (160.000)   |
| Schweiz (IFPI)               | 2× Platin                                                              | (80.000)    |
| Spanien (Promusicae)         | 8× Platin                                                              | (800.000)   |
| Vereinigtes Königreich (BPI) | 2× Platin                                                              | (700.000)   |
| Insgesamt                    | 3× Gold · 54× Platin · 1× Diamant ·                                    | 7.653.000   |

Hauptartikel: Backstreet Boys/Auszeichnungen für Musikverkäufe